# Curt Weibull
Curt Hugo Johannes Weibull (19. august 1886 – 10. november 1991) var en svensk historiker og far til historikeren Jörgen Weibull.
Curt Weibull var søn af historieprofessoren Martin Weibull og sammen med broderen Lauritz Weibull var han med til at indføre den moderne kildekritik i det svenske historikermiljø.
Efter studentereksamen i 1904 blev han uddannet ved Lunds Universitet og disputerede i 1915 på en afhandling om Danmarks historie fra Svend Estridsens død til Knud 6., hvor særligt Saxo Grammaticus kildeværdi blev anfægtet. Han forsvarede synspunkterne fra denne disputats så sent som 1986-1987 i en debat med Carsten Breengaard om dennes disputats fra 1982.
Fra 1927 til 1953 var han professor i historie ved Göteborgs högskola (det senere Göteborgs Universitet) og 1936-1946 rektor samme sted. Han blev æresdoktor ved Oslo (1946), Aarhus (1946) og Københavns Universitet (1965). I 1928 grundlagde han sammen med broren tidsskriftet Scandia. Den 29. oktober 1931 blev han medlem af Det kongelige danske Selskab for Fædrelandets Historie.
Curt Weibull oplevede som noget usædvanligt at få tilegnet tre festskrifter, da han fyldte henholdsvis 60, 90 og 100 år. Formodentlig opnåede han også inden sin død at være verdens ældste stadig publicerende historiker med sine artikler fra 1989 og 1991.

## Forfatterskab
- Saxo : Kritiska undersökningar i Danmarks historia från Sven Estridsens död till Knut VI, Lund 1915
- Sverige och dess nordiska grannmakter under den tidigare medeltiden, Lund 1921
- Drottning Christina: Studier och forskningar, Stockholm 1931
- Händelser och utvecklingslinjer : Historiska studier, Lund 1949
- Källkritik och historia : Norden under äldre medeltiden, Stockholm 1964
- "Bidrag till tolkningen av Knut den heliges gåvobrev till Lunds domkyrka år 1085" i Scandia 55 (1989), s. 5-11
- "Medicinska högskolan och tillkomsten av Göteborgs universitet" i Profiler och projekt: Göteborgs universitet hundra år : aktuell humanistisk forskning (Humanistisk forskning vid Göteborgs universitet 4), Rundqvist: Göteborg 1991 ISBN 91-7360-185-3, s. 13-22

### På internettet
- Curt Weibull: "Fynden av romerska mynt i det fria Germanien" (Scandia vol 1 1928, nr 1; s. 203-214) (Webside ikke længere tilgængelig) (svensk)
- Curt Weibull: "När och hur Finland blev svenskt" (i Scandia, vol 13 1940; s. 1-21)
- Curt Weibull: "Goternas utvandring från Sverige" (Scandia vol 23 1955, nr 2; s. 161-186) (Webside ikke længere tilgængelig) (svensk)
- Curt Weibull: "Gustaf Trolle, Christian II och Stockholms blodbad" (Scandia vol 31, Nr 1 (1965); s. 1-54) (Webside ikke længere tilgængelig) (svensk)
- Curt Weibull: "Christina Gyllenstierna och Stockholms blodbad" (Scandia vol 35, Nr 2 (1969); s. 274-283) (Webside ikke længere tilgængelig) (svensk)
- Curt Weibull: "Stockholms blodbad. En replik" (Scandia vol 36, Nr 1 (1970); s. 121-150) (Webside ikke længere tilgængelig) (svensk)
- Curt Weibull: "Stockholms blodbad. Ännu en replik" (Scandia vol 37, Nr 1 (1971); s. 264-270) Arkiveret 5. marts 2022 hos  Wayback Machine (svensk)
- Curt Weibull: "Kung Berig, Goterna och Scandza" (Scandia vol 38 1972, nr 2; s. 233-241) (Webside ikke længere tilgængelig) (svensk)
- Curt Weibull: "Lauritz Weibull. Den källtritiska metodens genombrott i nordisk medeltidsforskning" (Scandia vol 38 1972, nr 1; s. 1-25) (Webside ikke længere tilgængelig) (svensk)
- Curt Weibull: "De danska och skånska vikingetogen till Västeuropa under 800-talet. Orsaker och karaktär" (Scandia vol 43 1977, nr 1; s. 40-69) (Webside ikke længere tilgængelig) (svensk)
- Curt Weibull: "Vem var Saxo? Ett diskussionsinlägg" (Historisk Tidsskrift, Bd. 13, rk. 5; 1978)
- Curt Weibull: "Ärkebiskop Eskil och ärkebiskopskiftet i Danmark år 1177" (Historisk Tidsskrift, Bd. 14, rk. 2; 1981)
- Curt Weibull: "Saxos berättelser om de danska vendertågen 1158-1185 (Historisk Tidsskrift, Bd. 14, rk. 4; 1983)
- Curt Weibull: "Om det danska rikets uppkomst" (Scandia vol 50, Nr 1 (1984); s. 5-18) (Webside ikke længere tilgængelig) (svensk)
- Curt Weibull: "Ny och äldre historieskrivning om Danmark under tidig medeltid" (Historisk Tidsskrift, Bd. 86; 1986, s. 1-25)- kritisk kommentar til Carsten Breengaards afhandling Muren om Israels hus, København 1982
- Curt Weibull: "Ny historieskrivning" (Historisk Tidsskrift, Bd. 87; 1987, s. 340-345- svar til Carsten Breengards svar ("Positivisme og Weibull-mytologi" i Historisk tidsskrift, Bd. 86 1986, s. 274-283) på Weibulls artikel "Ny och äldre historieskrivning om Danmark under tidig medeltid")
- Curt Weibull: "Bidrag til tolkningen av Knut den heliges gåvobrev till Lunds domkyrka år 1085" (Scandia vol 55, Nr 1 (1989); s. 5-11) (Webside ikke længere tilgængelig) (svensk)

## Nekrologer
- - Kai Hørby i Historisk Tidsskrift 92 (1992), s. 387-393
  - Jørgen Weibull i Scandia 58:1 (1992), s. 5-11